# Timbres de France 1868
Cet article recense les timbres de France émis en 1868 par l'administration des Postes.

## Légende
Pour chaque timbre, le texte rapporte les informations suivantes :
- date d'émission, valeur faciale et description,
- formes de vente,
- artistes concepteurs et genèse du projet,
- date de retrait, tirage et chiffres de vente,

ainsi que les informations utiles pour une émission donnée.